# Nippolimnophila omogiana
Nippolimnophila omogiana là một loài ruồi trong họ Limoniidae. Chúng phân bố ở miền Cổ bắc.